# Davide Carrera
Davide Carrera (Turín, 25 de diciembre de 1975) es un apneísta italiano, plusmarquista mundial con varios récords de buceo libre en apnea. A lo largo de su carrera profesional, ha conseguido numerosos registros nacionales y récords en Italia y varios campeonatos mundiales y nacionales. 
Se dedica a formar apneístas profesionales y "a promover el amor por el deporte y la naturaleza como un camino de búsqueda interior, gracias a la libertad y la paz donadas por el contacto con el mar". De esta forma, participa en concursos, programas televisivos, documentales, películas, entrevistas y cursos por todo el mundo.

## Carrera como apneísta
En su infancia, era nadador de competición en su lugar de nacimiento, Turín. Los veranos los pasaba en Liguria, donde se enamoró del mar y comenzó su trayectoria en la apnea. También se aficionó al windsurf y a la vela. Con 14 años, comenzó a practicar yoga, respiración y relajación y a aplicarlo en la apnea.  
Con 18 años, conoce al apneísta Umberto Pelizzari, convirtiéndose en su asistente en entrenamientos y registros de apnea durante 5 años. A partir de ahí, entró en el palmarés mundial de los apneístas más profundos del mundo. 
En 1996 ganó el Campeonato del Mundo en Niza con la selección italiana (compuesta por Umberto Pelizzari, Gaspare Battaglia y Davide Carrera). En 1998 formó parte del personal del Campeonato del Mundo en Cerdeña. En 2001 ganó de nuevo el Campeonato del Mundo en Ibiza con la selección italiana y un mes después estableció el récord Mundial en inmersión libre en Capri, Nápoles, con -91 metros. 
En 2002 y 2003 se centró en la práctica del yoga en la India, en las escuelas de Mysore. El yoga se convirtió en parte de su forma de vida y técnica de inmersión. A partir de ahí, y después de participar en varias competiciones internacionales en 2004, perdió interés en la competición y dedicó su entrenamiento a la búsqueda interior y el contacto profundo con la mar. De esta forma, se dedicó unos años a navegar con su velero por el Mediterráneo viviendo de la pesca, y dedicando su tiempo a la apnea, la vela y la observación de la naturaleza y la vida marina. 
En 2008 regresó al mundo de la competición y participó en el Campeonato Mundial en Egipto. En 2009, estableció el récord de Italia en peso constante con -99 metros en las Bahamas en la primera jornada de la competición internacional "Vertical Blue 2009".  
En 2010, la Confederación Mundial de Actividades Subacuáticas (CMAS) reinsertó las disciplinas profundas en las competiciones, y la Federación Italiana invitó a Davide Carrera a formar parte de nuevo en el equipo nacional italiano de apnea. 
En 2013, estableció tres registros italianos con -101 m, -103 m, y -93 m en distintas disciplinas, durante la competición "Vertical Blue" en las Bahamas. 
En 2014 estableció un nuevo Récord Mundial CMAS en peso constante en la isla de Salina, archipiélago de las Eolias, en el mar Tirreno, con -94 metros en 2 minutos y 44 segundos, a pesar de una fuerte corriente a una profundidad de -40 metros. 
Después de participar en varias competiciones en 2015, en 2016 ganó la Copa del Caribe en Roatán estableciendo dos nuevos registros italianos con -106 m y -107 m. Seguidamente ganó el Campeonato de Francia en Niza. Ese mismo año estableció el nuevo Récord Mundial CMAS en peso constante con -111 metros en Cagliari. Días después ganó los campeonatos italianos en Ustica. Unos días después, consiguió el Campeonato Mundial en Turquía con el primer puesto, pero quedó descalificado por su excitación antes de terminar el protocolo de superficie, tocando la cabeza del juez con una centésima de segundo de retraso. 
En 2017 estableció dos nuevos Registros Nacionales con -114 metros en "peso constante" y -75 metros "sin aletas", durante la competición "Vertical Blue" en las Bahamas, quedando en segundo lugar en "peso constante". 
En 2021 tras unos años trabajo intenso, recupera el Record Nacional italiano alcanzando la profundidad de -122 metros en CWT "peso constante" en la emocionante última edición del "Vertical Blue 2021" en las Bahamas, quedando de nuevo en segundo lugar en "peso constante".
En 2022 revalida el Record Nacional italiano alcanzando la profundidad de -123 metros en CWT "peso constante" en la emocionante última edición del "Vertical Blue 2021" en las Bahamas, quedando de nuevo en segundo lugar en "peso constante".
En 2023 hace historia convirtiéndose en el segundo hombre en alcanzar los -130m de profundidad impulsado con una monoaleta.
2024 - 2 Récords Mundiales, 102m CWT y 92m CWTB en agua dulce, 7 y 8 de septiembre en Riva del
Garda, durante el Campeonato Italiano, por lo tanto también vigente Campeón de Italia en ambas
disciplinas.
2 medallas de bronce en el Campeonato Mundial de CWT y CWTB, del 4 al 11 de octubre en
Calamata, Grecia. Ganador de la competencia Blue Element en Overall, con una profundidad máxima
de 121 m en CWT, del 21 al 28 de abril, Dominica.

## Difusión
- 2009  película "Instant", dirigida por Thierry Donard, difundida en Francia y en otros 46 países del mundo.
- 2012  película "Presionando los límites".
- 2016 película "Momentum"
- 2016 Documental "Do not crack under pressure" (No romper bajo presión"), de La Nuit de la Glisse. Difundida en Netflix a nivel mundial
- 2016 Documental "Don not crack under pressure, season two" (Tahití. Con ballenas yubartas) de La Nuit de la Glisse. Difundida en Netflix a nivel mundial
- 2021 Documental "Reset" Nuit de la Glisse.
- 2022 Serie documental "Trayectory of life" Nuit de la Glisse.